# Kunst im öffentlichen Raum in Güglingen

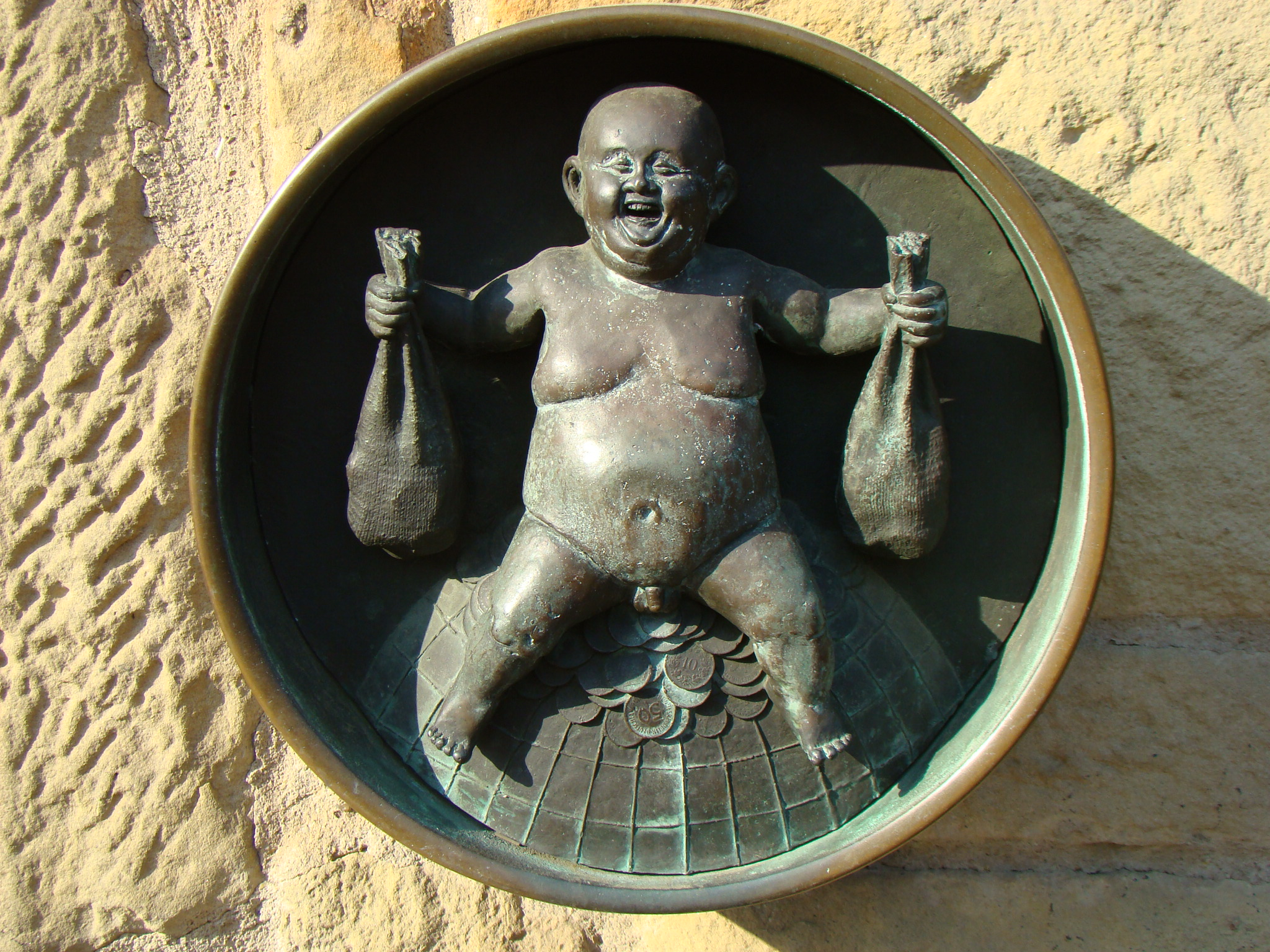
Guido Messer: Arm und Reich, 1978.
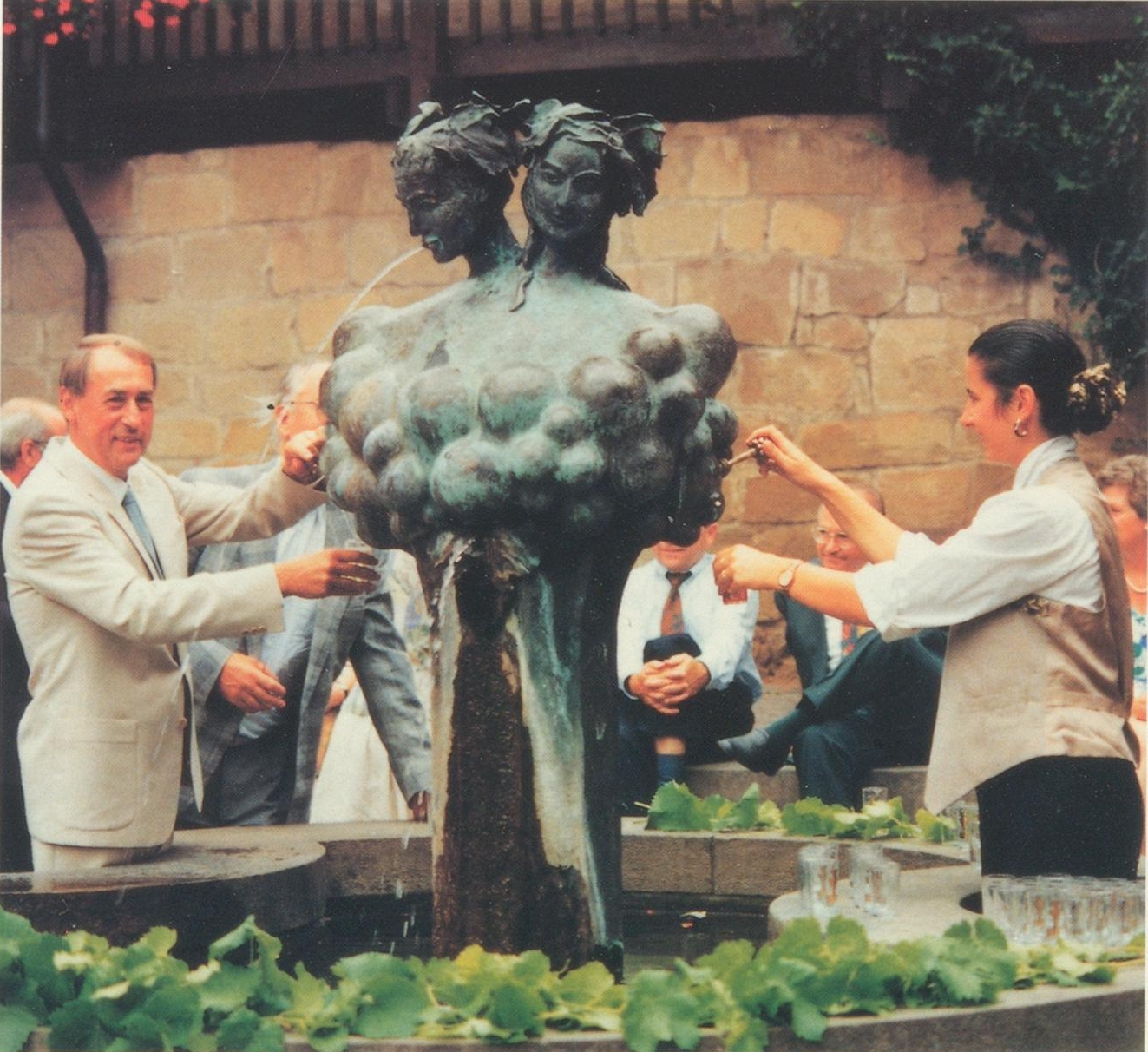
Ursula Stock: Weinbrunnen, 1979.
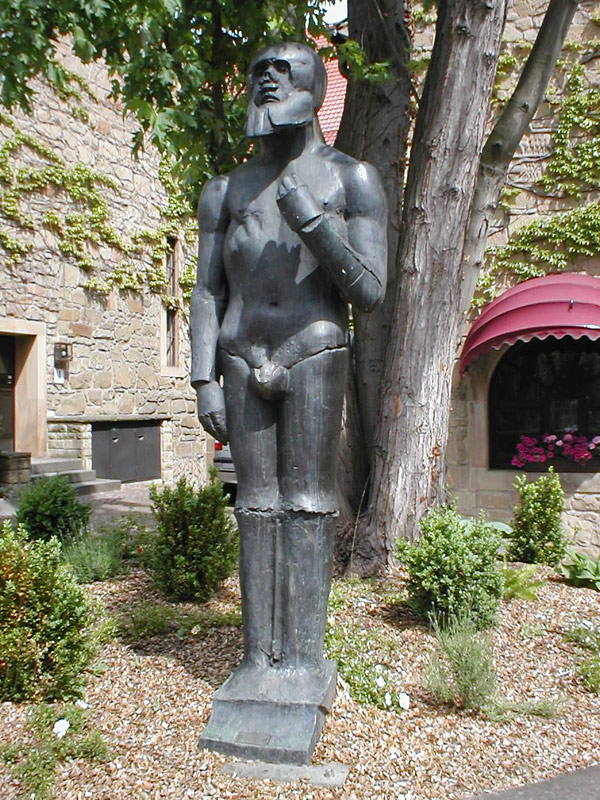
Richard Hess: Der Wächter, 1979.
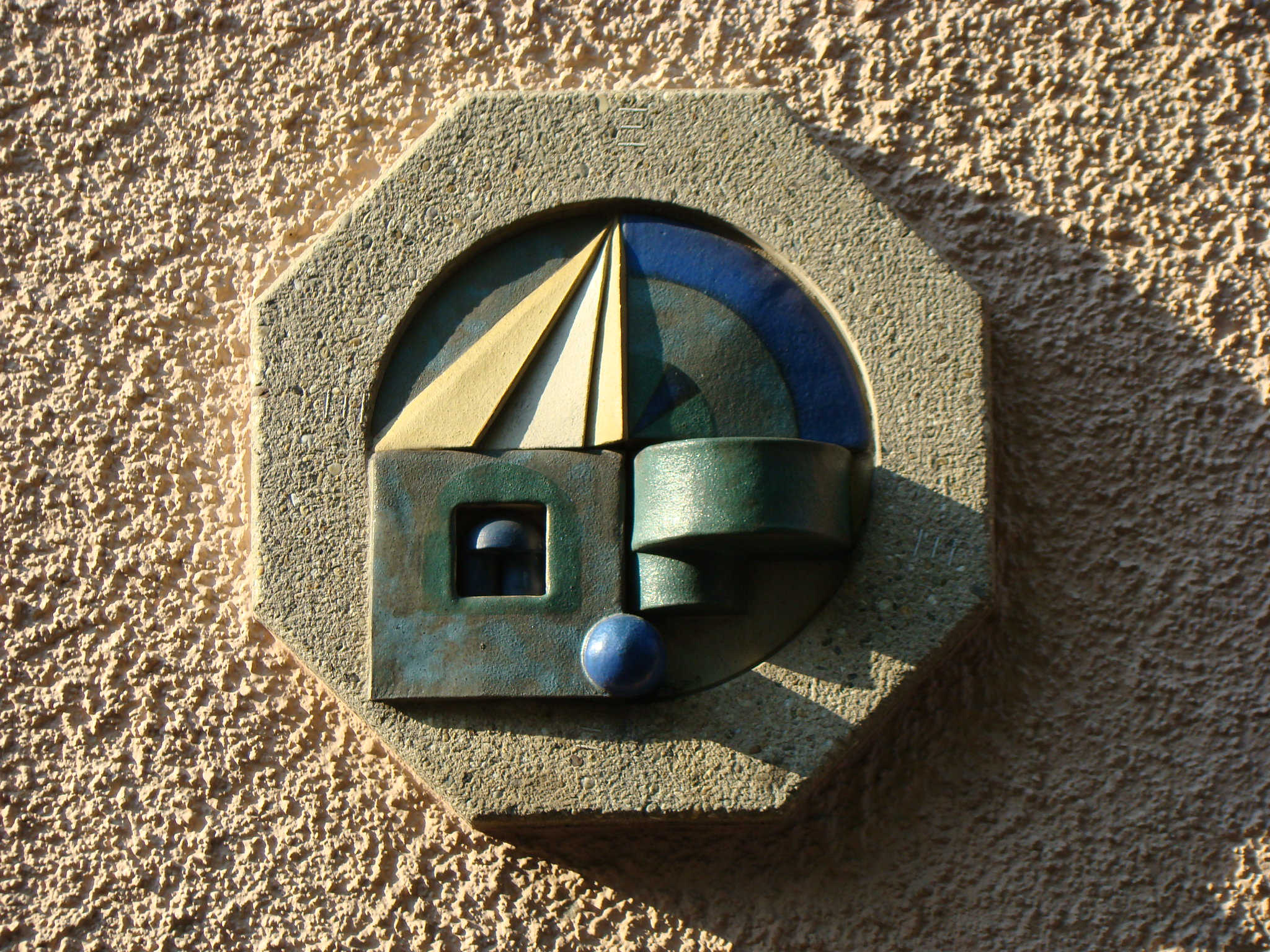
Lee Babel: Emblem, 1979.

Die Liste öffentlicher Kunst in Güglingen zeigt die modernen und alten Kunstwerke, die in der Stadt Güglingen (Landkreis Heilbronn) öffentlich zugänglich sind.
Hinweis: Die Begriffe Öffentliche Kunst oder Kunst im öffentlichen Raum werden hier im weiteren Sinn als Kunst im Stadtraum verstanden, so wie dieser Begriff von Heinz Rall sowie auf den Webseiten der Stadt Güglingen und der Bürgerstiftung Kunst für Güglingen verwendet wird. Es werden daher alle Kunstwerke berücksichtigt, die öffentlich zugänglich sind, also auch Kunstwerke, die sich in Gebäuden befinden, z. B. in der Mauritiuskirche, im Rathaus oder in Banken und Gasthäusern.

## Geschichte
Hauptquellen: Heinz Rall, Stadt Güglingen.

### Umbau der Mauritiuskirche
In den Jahren 1976/1977 wurde die Mauritiuskirche in Güglingen umgebaut und erneuert. Der Architekt Heinz Rall und der Pfarrer Werner Marquardt zogen zur Gestaltung des Kirchenraums auch Künstler hinzu. So entstanden die ersten neuzeitlichen Kunstwerke im öffentlichen Raum der Stadt Güglingen:
- die Wandbilder von Adam Lude Döring
- die Glasfenster von Gerhard Dreher
- und ein Kruzifix von Gunther Stilling.

### „Kunst im Stadtraum“
Auf die Renovierung der Mauritiuskirche folgte die Erneuerung des historischen Stadtkerns. Die Federführung des Projekts lag in den Händen von Heinz Rall, der von vorneherein die „Kunst im Stadtraum“ in die Planung mit einbezog. Nach Manfred Volk, dem Bürgermeister der Stadt, lag dabei keine fertige Konzeption zugrunde, vielmehr entwickelte sich die Kunst im öffentlichen Raum „im Gleichschritt mit der städtebaulichen und architektonischen Neugestaltung“, und „für viele andere fast unbemerkt hat Heinz Rall … es fertig gebracht, mit anderen Künstlern und Anhängern der Kunst die «Kunst im Stadtraum» zu etablieren. Dabei hat er uns zur kritischen Aufgeschlossenheit gegenüber der Kunst «erzogen».“ Nach Heinz Rall wurden bei der künstlerischen Stadtmöblierung folgende Grundsätze beachtet:

„Ein wichtiges Hilfsmittel für die Signifikanz dieser Stadt ist die Integration von Kunst. Arbeiten zeitgenössischer Künstler, historische Fundstücke und kunsthandwerkliche Beiträge geben dem Ortskern sein besonderes Gepräge.“

„Die meisten Künstler wurden bereits im frühen Stadium in die Planung einbezogen. Anstelle eines puristischen Konzepts sollte der Stilpluralismus unserer Zeit zur Geltung kommen und ein breites Spektrum künstlerischer Ausdrucksformen verwirklicht werden.“

### Künstlerische Stadtmöblierung
Das erste Kunstwerk war für die ehemalige Zehntscheuer bestimmt, die als erstes Gebäude 1978 für die Volksbank saniert wurde. Guido Messer schuf zwei Türgriffe für die Bank, zwei Bronzemedaillons mit dem anzüglichen Titel „Arm und Reich“. Sie zeigen einen weltbeherrschenden „Geldscheißer“, der auf dem Globus thront, und auf der Schattenseite des Globus den vom Hunger ausgezehrten Armen. Es folgten 1979 der Weinbrunnen von Ursula Stock im Deutschen Hof, die Freiplastik „Der Wächter“ von Richard Heß und drei Fassaden-Embleme von Lee Babel (siehe Titelbilder).
In der Folgezeit kamen viele weitere Objekte hinzu:
- architekturbezogene Kunstwerke, die für bestimmte Gebäude geschaffen wurden,
- orts- oder geschichtsbezogene Kunstwerke,
- kunsthandwerkliche Arbeiten,
- und historische Fundstücke und Nachbildungen.

Bis 1990 lieferten 20 Künstler aus dem Bundesgebiet Beiträge zur künstlerischen Möblierung der Stadt. Darüber hinaus spendeten 40 Künstler Bilder für eine moderne Version des zerstörten historischen Güglinger Palmtuchs in der Mauritiuskirche. Bis heute entstanden über 40 Kunstwerke, die im Stadtraum aufgestellt wurden.

### Bürgerstiftung Kunst für Güglingen
Im Jahr 1981 gründete Heinz Rall den Kunstverein Bürgerstiftung Kunst für Güglingen. Zu den Gründungsmitgliedern gehörten der Bürgermeister Manfred Volk und der Pfarrer der Mauritiuskirche Werner Marquardt, die sich beide um die Förderung der Kunst in der Stadt einsetzten. Das Ziel des Vereins ist es, die Kunstsammlung der Stadt Güglingen zu vergrößern und das Ansehen Güglingens als Kunststadt dadurch zu halten, „dass wir Bürger an Kunst heranführen und ihnen die Begegnung mit Künstlern unserer Zeit ermöglichen“. Seit 1989 veranstaltete der Verein fast 90 Ausstellungen im Güglinger Rathaus, bei denen fast regelmäßig Ankäufe durch die Stadt Güglingen erfolgten.

## Liste der Kunstwerke im öffentlichen Raum
Hauptquellen: Heinz Rall, Webseiten der Stadt Güglingen und der Bürgerstiftung Kunst für Güglingen.
Hinweis: Auf der Webseite der Stadt Güglingen befindet sich ein Standortplan mit dem Standort von vielen Kunstwerken dieser Liste.
| → Spaltensortierung |
| - Eine Spalte sortieren: das Symbol im Spaltenkopf anklicken. - Nach einer weiteren Spalte sortieren: Umschalttaste gedrückt halten und das Symbol anklicken. - Anfangssortierung: nach Künstler und Entstehungsjahr. |

| Nr. | Bild | Künstler                                     | Beschreibung | Standort                                                                |
| --- | ---- | -------------------------------------------- | --- | ----------------------------------------------------------------------- |
| 1   |      |                                              | Güglinger Palmtuch von 40 verschiedenen Künstlern. | Marktplatz, Mauritiuskirche                                             |
| 2   |      |                                              | Römischer Viergötterstein aus Walheim (mit der Steinzeitung des Kubach-Wilmsen-Teams).                                                                     | Deutscher Hof                                                           |
| 3   |      |                                              | Römischer Viergötterstein aus Güglingen. | Deutscher Hof 1, Herzogskelter, Foyer                                   |
| 4   |      |                                              | Epona, römisches Relief aus Hausen an der Zaber. | Deutscher Hof 1, Herzogskelter, an der Südseite neben dem Eingang       |
| 5   |      |                                              | Epona, römisches Relief aus Beihingen. | Deutscher Hof 1, Herzogskelter, Südseite                                |
| 6   |      |                                              | Merkur, römisches Relief aus Rottenburg am Neckar. | Deutscher Hof 1, Herzogskelter, an der Südseite neben dem Eingang       |
| 7   |      |                                              | Votivstein Silvanus, römisches Relief aus Owen. | Deutscher Hof, Torbogen vom Parkplatz zum Deutschen Hof                 |
| 8   |      |                                              | Concordia, römisches Relief unbekannter Herkunft. | Deutscher Hof 1, Herzogskelter, Haupteingang                            |
| 9   |      |                                              | Marktbrunnen mit Fischweib, 16. Jahrhundert. | Marktplatz                                                              |
| 10  |      |                                              | Hundehaken. |                                                                         |
| 11  |      |                                              | Schwarze Katze, Aluminiumguss, 1982. | Marktstraße 11, Helferhaus                                              |
| 12  |      |                                              | Stabübergabe, 1993. – Projektleitung: G. Haberhauer, K. Pinecker (Realschule Güglingen), Ausführung: Kunst AG Realschule Güglingen (R. Burrer, W. Hamann). | Wilhelm-Arnold-Platz 1, Realschule                                      |
| 13  |      | Horst Antes                                  | Kopf mit sieben Figuren, Cor-ten-Stahl, 1981. | Kleingartacher Straße 21                                                |
| 14  |      | Horst Antes                                  | Figur 1000. | Weinsteige 4, Gartacher Hof, Eingang                                    |
| 15  |      | Lee Babel                                    | Drei Embleme, Keramik und Beton, 1979. | Deutscher Hof                                                           |
| 16  |      | Lee Babel                                    | Drei Embleme (linkes Emblem), Keramik und Beton, 1979 | Deutscher Hof                                                           |
| 17  |      | Lee Babel                                    | Drei Embleme (mittleres Emblem), Keramik und Beton, 1979.                                                                                                  | Deutscher Hof                                                           |
| 18  |      | Lee Babel                                    | Drei Embleme (rechtes Emblem), Keramik und Beton, 1979. | Deutscher Hof                                                           |
| 19  |      | Hans Bäurle                                  | Windblüten. | Frauenzimmern, vor der Riedfurthalle                                    |
| 20  |      | Bernd Wilhelm Blank (Berlin)                 | Pentagramm, Edelstahl, 1981. | Kleingartacher Straße 21                                                |
| 21  |      | Adam Lude Döring (Sachsenheim-Häfnerhaslach) | Wandbilder, Mineralfarbe, 1977/1978. | Marktplatz, Mauritiuskirche                                             |
| 22  |      | Adam Lude Döring (Sachsenheim-Häfnerhaslach) | Wandbild, Mineralfarbe, 1977/1978. | Marktplatz, Mauritiuskirche                                             |
| 23  |      | Gerhard Dreher                               | Glasfenster. | Marktplatz, Mauritiuskirche                                             |
| 24  |      | Gerhard Dreher                               | Glasfenster. | Marktplatz, Mauritiuskirche                                             |
| 25  |      | Gerhard Dreher                               | Glasfenster. | Marktplatz, Mauritiuskirche                                             |
| 26  |      | Gerhard Dreher                               | Antikglasfenster. | Marktplatz, Mauritiuskirche                                             |
| 27  |      | Jörg Failmezger                              | Walnuss, 1997. | Marktplatz, Mauritiuskirche, außen                                      |
| 28  |      | A. E. Faiss                                  | Kapitell, Keramik, 1980. | Deutscher Hof 1, Herzogskelter                                          |
| 29  |      | A. E. Faiss                                  | Kapitell, Keramik, 1980. | Deutscher Hof 1, Herzogskelter                                          |
| 30  |      | A. E. Faiss                                  | Kachelofen mit Figurine, Keramik, 1980. | Deutscher Hof 1, Herzogskelter                                          |
| 31  |      | Walter Giers                                 | Güglinger Uhr, elektronische Uhr mit lichtkinetischen und akustischen Effekten, 1982/1983.                                                                 | Deutscher Hof                                                           |
| 32  |      | Jürgen Goertz                                | Güglinger Bacchus, Bronze, 1985. | Deutscher Hof                                                           |
| 33  |      | Jürgen Goertz                                | Güglinger Bacchus (Ausschnitt), Bronze, 1985. | Deutscher Hof                                                           |
| 34  |      | Klaus Henning                                | Tanz ums Goldene Kalb (1 von 2), Relief, Bronze, 1989. | Marktplatz, Kreissparkasse Heilbronn                                    |
| 35  |      | Klaus Henning                                | Tanz ums Goldene Kalb (2 von 2), Relief, Bronze, 1989. | Marktplatz, Kreissparkasse Heilbronn                                    |
| 36  |      | Richard Heß                                  | Wächter, Bronze, 1979. | Marktstraße                                                             |
| 37  |      | Ritzi Jacobi (Neubärental)                   | Tapiserie, textiles Wandrelief. | Marktstraße 19 – 21, Rathaus                                            |
| 38  |      | Josef Jankovic                               | Die Vorsehung. | Wilhelm-Arnold-Platz 1, Realschule / Wilhelm-Arnold-Platz 5 (Mediothek) |
| 39  |      | Martin Kirstein                              | Eimerfrau. | Eibensbach, Vohbergstraße                                               |
| 40  |      | Wolfgang Knorr                               | Zeitschwangere, Bronze, 1987. | Wilhelm-Arnold-Platz 1, Realschule                                      |
| 41  |      | Wolfgang Knorr                               | Brunnen Wassertiere, Bronze, 1988. | Deutscher Hof                                                           |
| 42  |      | Kubach-Wilmsen-Team                          | Steinzeitung, Marmor, 1982, auf dem Römischen Viergötterstein aus Walheim.                                                                                 | Deutscher Hof                                                           |
| 43  |      | Hanns Lohrer (1912–1995)                     | Speisekartenkasten, 1982. | Deutscher Hof 1, Herzogskelter                                          |
| 44  |      | Hanns Lohrer (1912–1995)                     | Gaststättenschild, Herzogskelter. | Deutscher Hof 1, Herzogskelter                                          |
| 45  |      | Carlo Manini                                 | Il Guardiano, Granito Verde Montorfano, 1986. |                                                                         |
| 46  |      | Juraj Marth                                  | 9. Längengrad |                                                                         |
| 47  |      | Guido Messer                                 | Arm und Reich, zwei Türgriffe, Bronze, 1978, ursprünglich an der Eingangstür der Volksbank (siehe Foto), heute rechts vom Eingang.                         | Marktstraße 1, Volksbank                                                |
| 48  |      | Guido Messer                                 | Arm und Reich, einer von zwei ehemaligen Türgriffen, Bronze, 1978, rechts vom Eingang der Volksbank, ursprünglich an der Eingangstür.                      | Marktstraße 1, Volksbank                                                |
| 49  |      | Guido Messer                                 | Arm und Reich, einer von zwei ehemaligen Türgriffen, Bronze, 1978, rechts vom Eingang der Volksbank, ursprünglich an der Eingangstür.                      | Marktstraße 1, Volksbank                                                |
| 50  |      | Guido Messer                                 | Einigkeit macht stark – Persil bleibt Persil, Bronze, 1992/1993.                                                                                           | Stadtverwaltung, außen                                                  |
| 51  |      | Ottmar Mohring                               | Cosmic, Marmor, 1984. | Kleingartacher Straße 11, Foto Haaß, außen                              |
| 52  |      | Josef Nadj                                   | Ein Rahmen für Geschichten, 2001. | Wilhelm-Arnold-Platz 5 vor Mediothek, außen                             |
| 53  |      | Ralph Nieling                                | Daphne, 2007. | Römermuseum, Ostseite                                                   |
| 54  |      | Hans Nübold                                  | Türgriff, Bronze, 1980. | Maulbronner Straße 3/1, Alte Stadtapotheke, Eingang                     |
| 55  |      | Hans Nübold                                  | Türgriff, Bronze, 1980. |                                                                         |
| 56  |      | Hans Nübold                                  | Türgriff, Bronze, 1980. |                                                                         |
| 57  |      | Heinz Rall                                   | Rostende Schüler, Ready-made aus Eisengussteilen, 1982. | Wilhelm-Arnold-Platz 1, Realschule, Erweiterungsbau                     |
| 58  |      | Joachim Schmettau                            | Figurengruppe, Steinguss und Bronze, 1982. | Deutscher Hof                                                           |
| 59  |      | Joachim Schmettau                            | Figurengruppe (Ausschnitt), Steinguss und Bronze, 1982. | Deutscher Hof                                                           |
| 60  |      | Joachim Schmettau                            | Figurengruppe (Ausschnitt), Steinguss und Bronze, 1982. | Deutscher Hof                                                           |
| 61  |      | Joachim Schmettau                            | Figurengruppe (Ausschnitt), Steinguss und Bronze, 1982. | Deutscher Hof                                                           |
| 62  |      | Joachim Schmettau                            | Alpenglühen, Relief, Bronze, 1971/1972. | Deutscher Hof 1, Herzogskelter, unteres Foyer                           |
| 63  |      | Gunther Stilling                             | Phalanx, Bronze. | Deutscher Hof 1, Herzogskelter, oberes Foyer                            |
| 64  |      | Gunther Stilling                             | Kopf, Relief, Bronze, 1976. | Marktstraße 1, Volksbank                                                |
| 65  |      | Gunther Stilling                             | Kruzifix, Bronze, 1977. | Marktplatz, Mauritiuskirche                                             |
| 66  |      | Gunther Stilling                             | Güglinger Sphinx, Muschelkalk, 1984. | Marktstraße 1, Volksbank                                                |
| 67  |      | Gunther Stilling                             | Ikarus, Bronze, 1985. | Adlereck, Kleingartacher Straße 1                                       |
| 68  |      | Ursula Stock                                 | Historischer Adler, Eisenblech und Aluminium, 1985. | Adlereck, Kleingartacher Straße 1                                       |
| 69  |      | Ursula Stock                                 | Auf dem Wege, Öl auf Leinwand, 1986. | Aussegnungshalle                                                        |
| 70  |      | Ursula Stock                                 | Tisch, Wandbild, 1985. | Cafe Gugelhupf                                                          |
| 71  |      | Ursula Stock                                 | Wetterfahne, Kupfer, 1979. | Deutscher Hof                                                           |
| 72  |      | Ursula Stock                                 | Fußbodenemblem (1 von 3), Mosaik, 1981. | Deutscher Hof                                                           |
| 73  |      | Ursula Stock                                 | Güglinger Vereine, Wandbild (zerstört), 1982. | Deutscher Hof                                                           |
| 74  |      | Ursula Stock                                 | Wandbild (1 von 4), 1981. | Deutscher Hof 1, Herzogskelter, Bürgersaal                              |
| 75  |      | Ursula Stock                                 | Wandbild (2 von 4), 1981. | Deutscher Hof 1, Herzogskelter, Bürgersaal                              |
| 76  |      | Ursula Stock                                 | Wandbild (3 von 4), 1981. | Deutscher Hof 1, Herzogskelter, Bürgersaal                              |
| 77  |      | Ursula Stock                                 | Wandbild (4 von 4), 1981. | Deutscher Hof 1, Herzogskelter, Bürgersaal                              |
| 78  |      | Ursula Stock                                 | Farbglasfenster, 1991. | Deutscher Hof 1, Herzogskelter, Nebenzimmer                             |
| 79  |      | Ursula Stock                                 | Wandbild, 1981. | Deutscher Hof 1, Herzogskelter, Tagungsraum                             |
| 80  |      | Ursula Stock                                 | Speisekartenkasten, 1982. | Deutscher Hof 10, Pizzeria Cisterna di Vino                             |
| 81  |      | Ursula Stock                                 | Türgriff, Bronze, 1986. | Deutscher Hof 10, Pizzeria Cisterna di Vino                             |
| 82  |      | Ursula Stock                                 | Weinbrunnen, 1979. | Deutscher Hof                                                           |
| 83  |      | Ursula Stock                                 | Venezianischer Karneval, Glasbild, 1982. | Deutscher Hof 10, Pizzeria Cisterna di Vino                             |
| 84  |      | Ursula Stock                                 | Hydrauliker, Bronze, 1985. | Heilbronner Straße 30, Firma Weber-Hydraulik                            |
| 85  |      | Ursula Stock                                 | Türgriff, Bronze, 1986. | Kleingartacher Straße 11, Foto Haaß                                     |
| 86  |      | Ursula Stock                                 | Vier Jahreszeiten, Bronze, 1989. | Marktplatz, Kreissparkasse Heilbronn                                    |
| 87  |      | Ursula Stock                                 | Planspieler, Relief, Aluminium, 2008. | Marktstraße 18, Römermuseum, innen                                      |
| 88  |      | Ursula Stock                                 | Rückblick, Relief, Aluminium, 2008. | Marktstraße 19 – 21, Rathaus, innen                                     |
| 89  |      | Ursula Stock                                 | Lebensbaumbbrunnen, 1988. | Marktstraße 19–21, Rathaus, innen                                       |
| 90  |      | Ursula Stock                                 | Wandteppich, 1989. | Marktstraße 19–21, Rathaus, Trauzimmer                                  |
| 91  |      | Ursula Stock                                 | Trinkbrunnen, 1985. | Wilhelm-Arnold-Platz 1, Realschule                                      |
| 92  |      | Ursula Stock                                 | Medaillon (1 von 6), 1988. | Marktplatz, Mauritiuskirche                                             |
| 93  |      | Ursula Stock                                 | Cavalli, Brunnen, 1994. | Weinsteige 4, Gartacher Hof                                             |
| 94  |      | Ursula Stock                                 | Flieger, Bronze, 1996. | Weinsteige 4, Gartacher Hof                                             |
| 95  |      | Wolfgang Thiel                               | Kleiner Schritt nach vorn, Holz bemalt, 1996. | Maulbronner Straße 3/1, Alte Stadtapotheke, außen                       |
| 96  |      | Bettina Wurm                                 | Wandbehang, 1981. | Marktplatz, Mauritiuskirche                                             |